# HD 195479
HD 195479，又名BD+20 4602，SAO 88783、HR 7839，是一颗恒星，视星等为6.18，位于銀經63.06，銀緯-10.95，其B1900.0坐标为赤經20h 26m 29.7s，赤緯+20° -10.95′ 5″。